# Geomagnetiskt observatorium
Ett geomagnetiskt observatorium är en mätstation för långvarig registrering av förändringar i jordens magnetfält.
Särskild vikt läggs vid att mätningar som gjordes för flera decennier sedan ska vara jämförbara med dagens mätningar. Därför får inga magnetiska föremål flyttas till eller från referenspunkten, den s.k. absolutpunkten, under årens lopp.
Ett geomagnetiskt observatorium består av en anordning för registrering av magnetfältets förändring på platsen, och av en referenspunkt, den s.k. absolutpunkten. Dessa ligger ofta i två separata hus, kallade registreringshus respektive absoluthus, 20-100 m från varandra, för att absolutpunkten ska kunna hållas magnetiskt ren. Dessutom förekommer ofta ett hus för elektronik och kommunikation m.m. (förlagda till ett kontorshus om sådant finns) och en separat registrering av magnetfältets styrka med protonmagnetometer (eng. Proton precession magnetometer).
Då magnetfältets källor ligger mycket långt bort (i jonosfären respektive gränsen mellan jordens kärna och manteln) och geomagnetiska observatorier är förlagda på mark med homogen magnetisk susceptibilitet, är förändringen av magnetfältet på absolutpunkten densamma som den som registreras i registreringshuset. Anordningen för registrering av magnetfältets förändring är bara relativ, och dess referensnivå driver med tiden. Därför utförs kalibreringsmätningar, s.k. absolutmätningar, en gång i veckan på absolutpunkten. Idag utförs dessa med en omagnetisk (stålfri) teodolit med en fluxgate-sond monterad längs teleskopet, samt en protonmagnetometer.

## Observatorier i Sverige
Ett geomagnetiskt observatorium på Lovö, Stockholm, tillkom 1927 efter behov vid kartering av kompassens missvisning. Före 1927 användes Rude-Skov, Köpenhamn, som referens vid kartering, men då avståndet från Stockholm var så stort kunde inte önskvärd noggrannhet uppnås vid missvisningskarteringen. På grund av förväntad ökad störnivå på Lovön när Förbifart Stockholm skulle byggas i tunnel under Lovön nära observatoriet togs ett nytt observatorium vid Fiby utanför Uppsala i drift 1998. Efter några år av parallellkörning stängdes Lovö-observatoriet 2004. Sveriges geologiska undersökning (SGU) driver observatoriet utanför Uppsala liksom ett geomagnetiskt observatorium i Abisko. Institutet för rymdfysik (IRF) har ett geomagnetiskt observatorium i Kiruna, och ett i Lycksele drivs gemensamt av IRF och SGU.